# Georg Droste
Georg Droste (* 13. Dezember 1866 in Bremen; † 17. August 1935 in Bremen) war ein plattdeutscher Autor aus Bremen.

## Leben

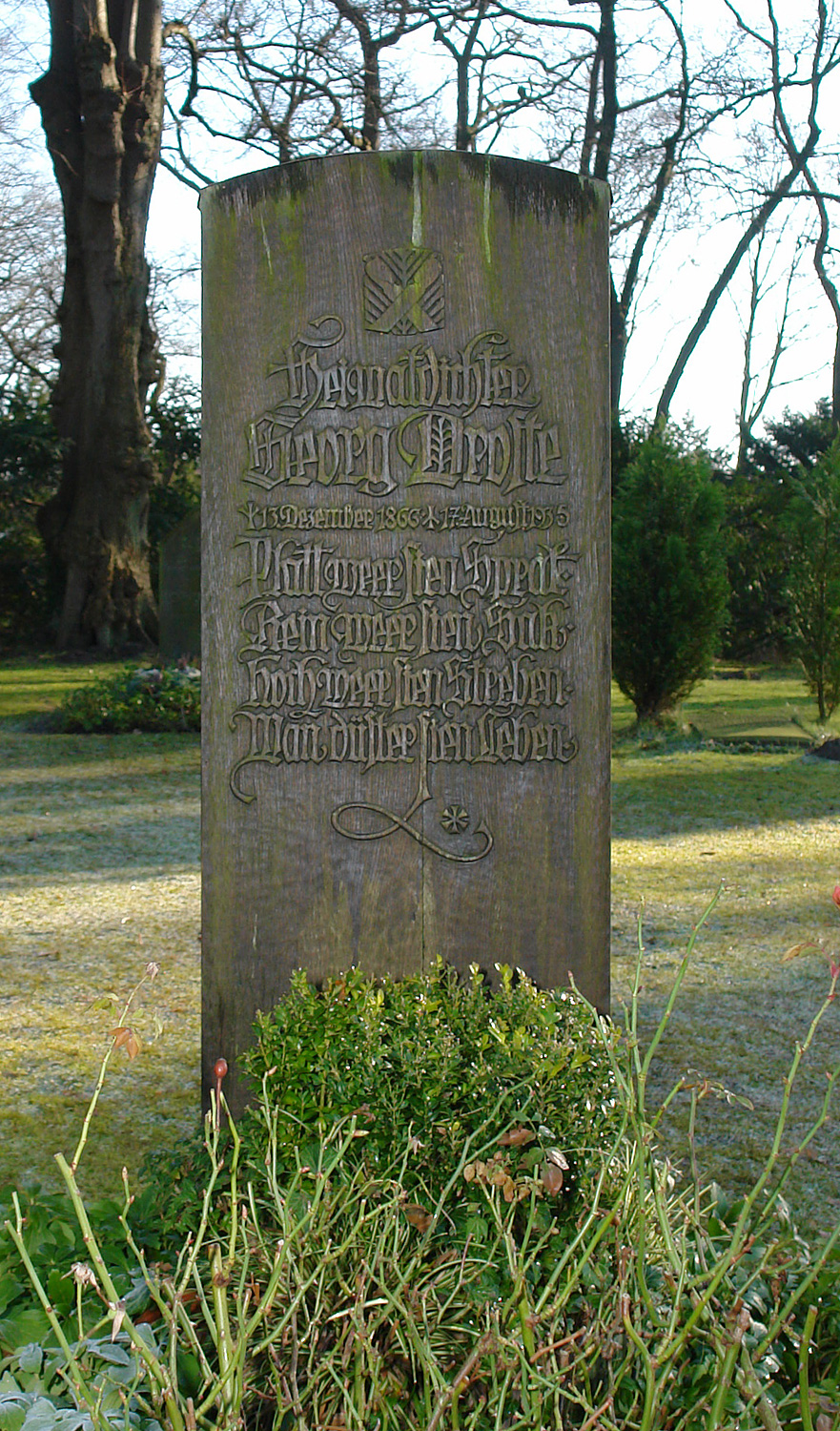
Grabstein auf dem Osterholzer Friedhof

Drostes Vater war Schneidermeister. Droste wuchs in ärmlichen Verhältnissen in Bremen am Osterdeich an der Weser auf. Aber Humor und Fröhlichkeit verließen ihn nicht. Nach der Schulzeit arbeitete er bei einem Buchhändler als Laufbursche, danach machte er eine Lehre in einer Wollfirma. 1886 erblindete Droste aufgrund einer Sehnervenentzündung und verdiente fortan sein Geld als Straßenhändler. Nach einem Umzug nach Hannover machte er dort eine Lehre als Korbmacher und heiratete 1893. Inzwischen wurde ihm bewusst, dass er gut Geschichten auf Plattdeutsch erzählen konnte. 1908 wurde sein erstes Buch Achtern Diek gedruckt. Von da an schrieb er mit Hilfe einer Schreibmaschine für Blinde weitere Geschichten.
Von 1913 an erschienen die Ottjen-Alldag-Bücher, die sehr viel mit seiner eigenen Biografie zu tun hatten. Nach und nach hielt er dann auch Vorträge und Lesungen. Nach dem Ersten Weltkrieg konnte Droste die Korbmacherei aufgeben und vom Schreiben leben. Seine Bücher werden auch heute noch immer wieder aufgelegt und verkauft.

## Ehrungen

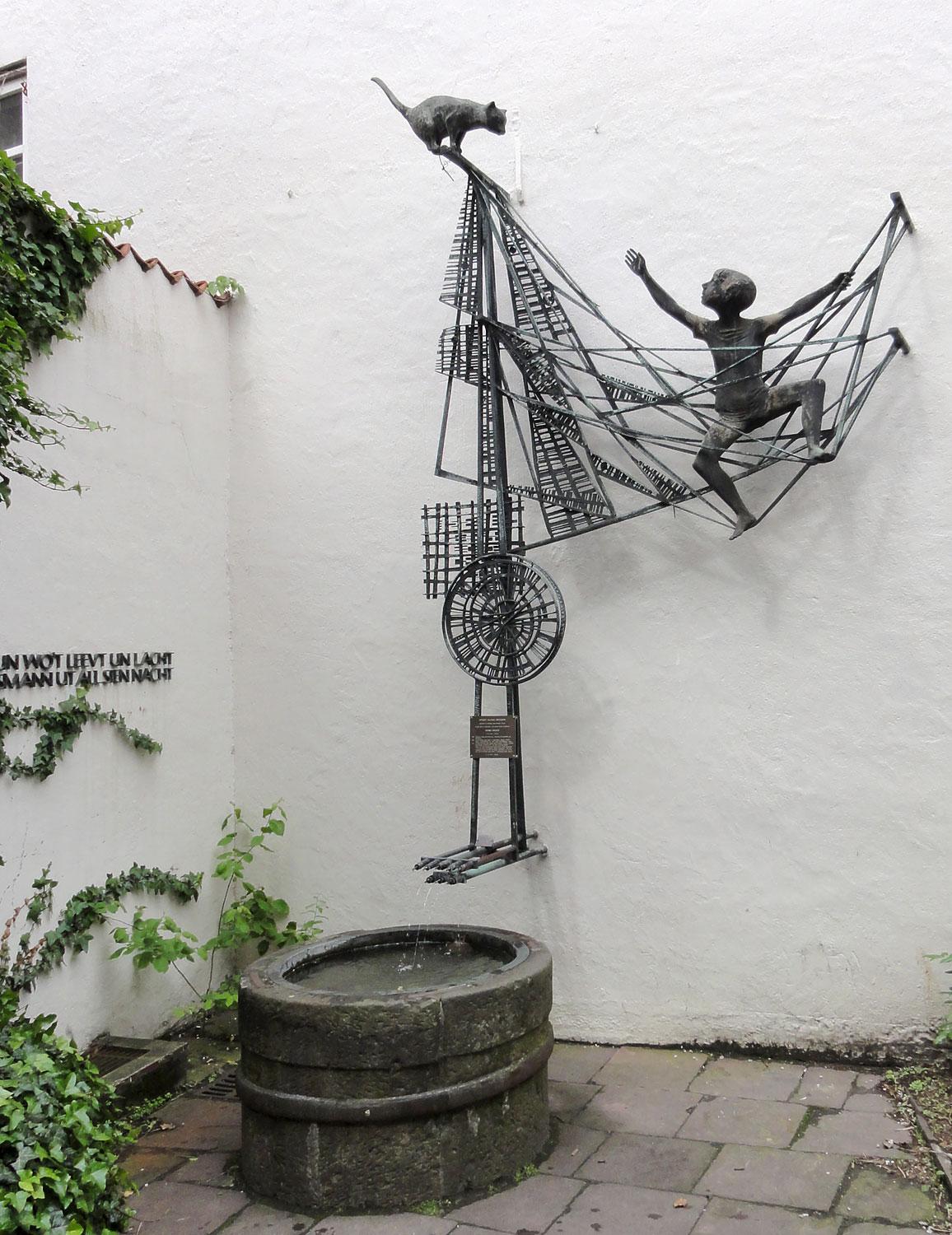
Ottjen-Alldag-Plastik (2011)

- Ein Grabstein auf dem Osterholzer Friedhof erinnert an ihn.
- Die Georg-Droste-Straßen in Bremen-Neustadt, Delmenhorst, Lilienthal und Wardenburg wurden nach ihm benannt.
- Die Ottjen-Alldag-Plastik von Claus Homfeld im Bremer Altstadtquartier Schnoor wurde in Erinnerung an ihn 1964 aufgestellt.

## Werke (Auswahl)
- Achtern Diek. Ernste und heitere Bilder vom alten Osterdeich. 1908
- Im Rodenbusch-Haus. Ernste und heitere Bilder aus dem Moor. 1909
- För de Fierstunnen, Döntjes un Vertellsels ut Old Bremen. 1910
- Sunnenschien un Wulken. Ernste Vertellsels un vergnögde Döntjes. 1912
- Ottjen Alldag un sien Kaperstreiche. Een plattdütsch Kinnerleben an’r Waterkante. 1913
- Ottjen Alldag un sien Lehrtied. Een Vertellsel ut ’n Bremer Kopmannsleben. 1915
- Ottjen Alldag un sien Moorhex. Een Vertellsel ut ’n Kinner- un Leefsleben. 1916
- De Vorspann weert. Een Neddersassenroman. 1916
- Slusohr un annere eernste un vergnögte Vertellsels un Riemels. 1916
- Doktor Langbeen un anner Geschichten von Tiere un Minschen. 1917
- Jann von’n Moor un anner Geschichten ut Stadt un Land. 1918
- Plattdütsche Kinnerkost. Een Geschichtenbok. 1920
- Sunnenschien un Wulken. Eernste Riemels un bunte Vertellsels. 1921
- Ut mien Muskantentied un annere lustige Geschichten. 1925
- Molli un Paddemann un annere Geschichten von Tiere un Minschen. 1925
- Old Bremer Toll- un Smuggelgeschichten un anner lustige Vertellsels. 1932
- Ottjen Alldag un sien Kaperstreiche. Verkürzte Schulausgabe. 1937
- Vergift’t! Een vergnögdet Theaterstuck in eenen Uptog. F. Leuwer, Bremen 1921
- Ottjen Alldag. Roman. Gesamtausgabe. Drei Bände in einem Band. Schünemann, Bremen, 8. Auflage, 1977, ISBN 3-7961-1511-X, S. 178, 148, 170.